# Allobaccha meijerei
Allobaccha meijerei är en tvåvingeart som först beskrevs av Kertesz 1913.  Allobaccha meijerei ingår i släktet Allobaccha och familjen blomflugor. Inga underarter finns listade i Catalogue of Life.